# Piz Corbet
Der Piz Corbet oder Pizzo Sevino ist ein 3025 m ü. M. hoher Berg der Piz-Pombi-Kette der Tambogruppe. Er befindet sich auf der italienisch-schweizerischen Grenze zwischen Mesocco und Campodolcino.
Der Piz Corbet liegt zwischen dem Piz Nebion im Süden und der Cima de Pian Guarnei im Norden.